# Microplitis tristis
Microplitis tristis är en stekelart som först beskrevs av Christian Gottfried Daniel Nees von Esenbeck 1834.  Microplitis tristis ingår i släktet Microplitis och familjen bracksteklar. Inga underarter finns listade i Catalogue of Life.